# Monastère double
Un monastère double abrite, en deux clôtures séparées, des moines et des moniales, réunis sous l’autorité d’un même abbé ou d’une même abbesse. Il en existe en Orient dès la première moitié du IVe siècle. En Occident, on observe deux grandes vagues de fondation : celle du christianisme celtique, notamment au VIIe siècle ; puis celle de la réforme grégorienne, aux XIe et XIIe siècles.

## Historique

### Antiquité

#### Orient

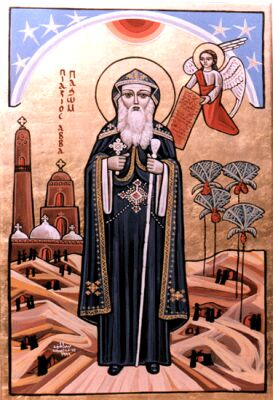
Saint Pacôme, fondateur du monastère de Tabennèse.

Ce type d’organisation apparaît en Orient en même temps que le cénobitisme chrétien lui-même : il est dicté par la nécessité pour les femmes d’avoir des hommes à proximité — les hommes étant seuls habilités à célébrer l'office eucharistique et délivrer les sacrements. Les monastères doubles semblent avoir été nombreux en Orient, dans les premiers siècles du monachisme chrétien.
Parmi ces monastères doubles, il y a des monastères familiaux, où des liens de parenté unissent certains membres de la communauté : le mari dirige la communauté des hommes et l’épouse celle des femmes — ou bien les rôles sont tenus par le frère et la sœur.
La tradition latine voit en saint Pacôme (292-348) le père du cénobitisme, c’est-à-dire de la vie religieuse en commun. Et la première fondation de Pacôme est double : il établit un monastère d’hommes à Tabennèse, en Thébaïde, sur une rive du Nil, tandis que sa sœur Marie fonde une communauté de femmes sur la rive opposée. Pacôme a laissé des indications sur les relations entre moniales et moines vivant sous sa règle, la première règle monastique connue : par exemple, les hommes se chargent des travaux de construction, les femmes de la confection des vêtements, etc.
En 352, dans le Pont, sur une rive de l’Iris, sainte Macrine et sa mère, Emmélie, fondent le monastère des Vierges (peut-être à Annesi, près de Néocésarée). Leur frère et fils, saint Basile de Césarée, fonde six années plus tard, sur la rive opposée, un monastère d’hommes. Il laisse également une règle qui traite des rapports entre moines et moniales. Son frère, saint Grégoire de Nysse, renseigne, dans la Vie de Macrine, sur les relations entre les deux communautés.
Le monastère du Mont des Oliviers, à Jérusalem (Palestine), est fondé vers 380 par Mélanie l'Ancienne. La communauté des hommes est confiée à Rufin d'Aquilée.
Le monastère de Bethléem (Palestine) est fondé en 386 par la riche veuve Paula. La communauté des hommes est dirigée par saint Jérôme.
Le monastère de Baouit, en Moyenne-Égypte, est fondé vers 385-390 par Apollo, qui a laissé une règle. Le monastère compte deux églises.

#### Occident
Le premier monastère double d'Occident aurait été fondé à Kildare (Irlande), vers 470, par sainte Brigitte, qui aurait mis à sa tête une abbesse issue des familles nobles locales. Les historiens se montrent réservés quant à la réalité de cette fondation.

### Haut Moyen Âge

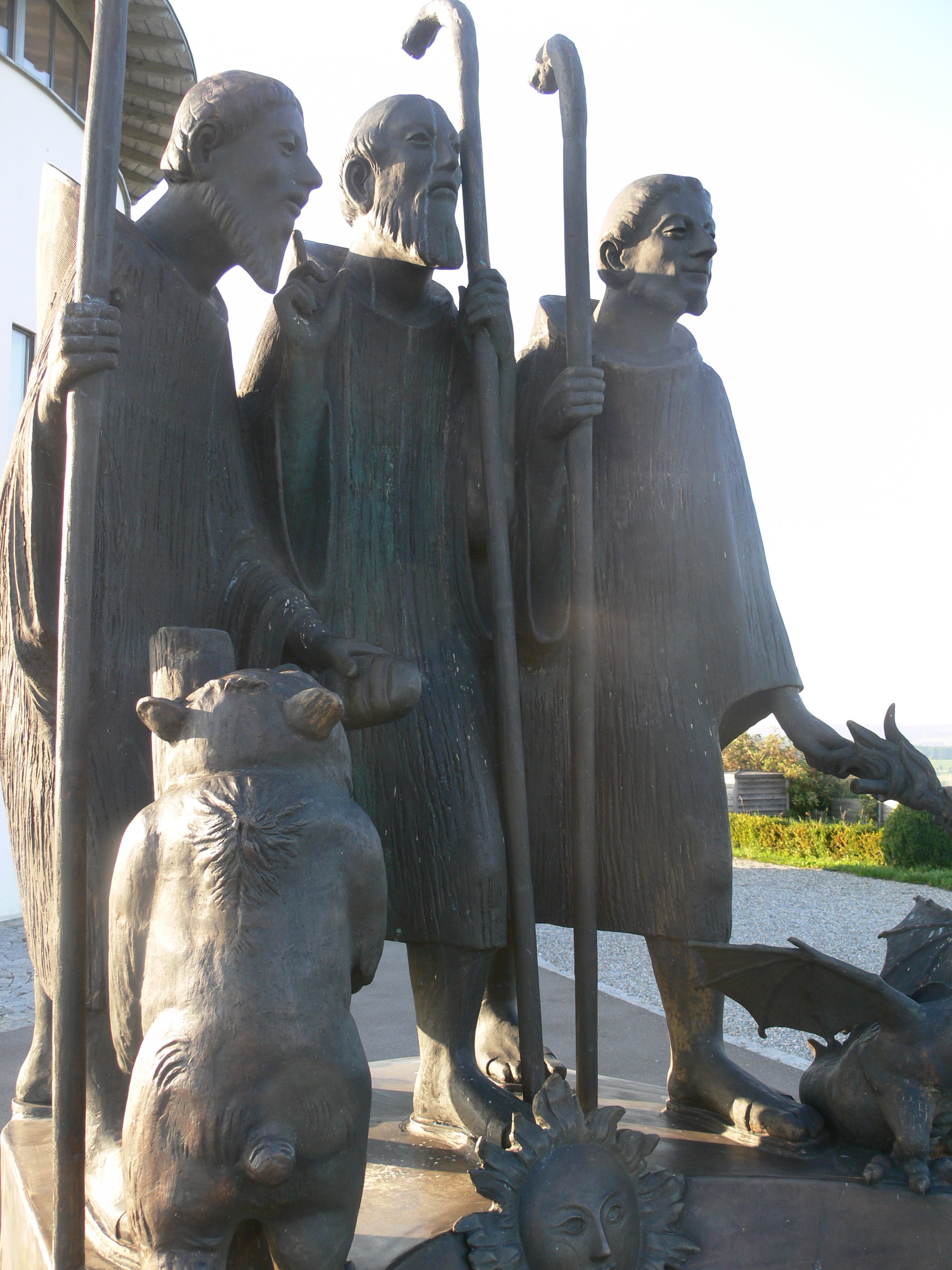
Saint Colomban (au centre), dont les disciples ont fondé de nombreux monastères doubles.

Le haut Moyen Âge est marqué de l’empreinte du christianisme celtique (Ve – XIIe siècle), qui connaît son apogée au VIIe siècle. D’infatigables missionnaires irlandais, puis leurs disciples, parsèment de monastères l’Écosse, la Gaule, l’Allemagne, l’Helvétie, l’Italie, l’Angleterre. Et, comme la tradition celtique respecte la femme, ce sont des abbesses que l’on voit à la tête des monastères doubles de cette époque (à une abbesse succède toujours une abbesse). Exceptionnellement, un abbé peut avoir autorité sur les moines, et une abbesse sur les moniales. À noter que jusqu’au Xe siècle, on parle de monastères, pas encore d’abbayes.
On ne sait par quel canal l’idée arrive en Occident. Si l’on se fie aux seuls monastères connus aujourd’hui, le phénomène semble prendre naissance en Gaule, avec des fondations d’inspiration colombanienne (saint Colomban lui-même, mort en  615, ne semble pas contemporain de ces fondations : les plus anciennes connues, Faremoutiers et Remiremont, apparaissent vers 620).
Dans le dernier tiers du VIIe siècle, dans les monastères simples comme dans les monastères doubles, les rigoureuses règles irlandaises commencent à être remplacées par celle de saint Benoît, mieux acceptée par moines et moniales. Ce qui va contribuer au déclin du christianisme celtique.
Les conciles (notamment le deuxième concile de Nicée) depuis l'empereur Justinien interdisent les monastères doubles, l'église voyant cette mixité d'un mauvais œil, mais ces interdictions ne sont appliquées que progressivement. La plupart des fondations doubles ne survivent pas au passage des Vikings, aux IXe et Xe siècles. C’est notamment le cas en Angleterre, où bien des monastères doubles sont détruits : lorsqu’on les restaure, on en fait des monastères simples. Sans avoir totalement disparu, le phénomène s’assoupit jusqu’au milieu du  XIe siècle.

#### Gaule
En Gaule, durant l’occupation romaine, le christianisme touche les villes et l’aristocratie des grandes propriétés. À l’époque mérovingienne, les évêques sont toujours présents dans les villes, dont ils tiennent en mains l’administration, mais les campagnes sont livrées au paganisme. Les missionnaires irlandais s’attachent à christianiser les campagnes, et à réorganiser leurs circuits économiques. Leurs premières fondations gauloises, comme le prestigieux monastère de Luxeuil, sont des monastères d’hommes. Il est en effet difficile d’imaginer une communauté de femmes isolée en pleine forêt : des problèmes de sécurité, d’approvisionnement et de vie spirituelle se posent. Le monastère double offre une solution à ces problèmes.
Le monastère de Faremoutiers, en Brie, est fondé vers 620 par sainte Fare, qui a connu l'Irlandais Colomban, puis son disciple favori, saint Eustase. Elle est la première abbesse de sa propre fondation. Il s’agit peut-être du premier monastère double de Gaule. La communauté obéit à la très dure règle de saint Colomban, et l’on ne fait pas de différence, en matière de discipline, entre les sexes. Jonas de Bobbio rapporte d’ailleurs une tentative d’évasion du dortoir des femmes, par une échelle. Il en est de même de sa fille l'abbaye Gloire-Dieu de Gy-les-Nonains. L'évêque de Chartres accusera l'abbaye de Faremoutiers de désordres, mais ses reproches s'adressent surtout au monastère de la Gloire-Dieu à Gy[réf. nécessaire].

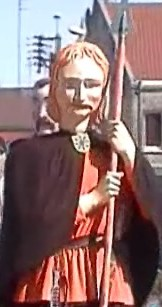
Adalbaud, fondateur du monastère de Marchiennes.

Le monastère Saint-Pierre de Remiremont, dans les Vosges, est fondé vers 620 par saint Amé (disciple de Colomban) et par saint Romaric (moine de Luxeuil). Il est dirigé par des abbesses, dont la première est sainte Mactefelde. Les moniales vivent sur les hauts, les moines dans la vallée. La règle est, durant les premiers siècles, celle de Colomban. Puis, probablement au Xe siècle, le monastère cesse d'être double pour être dévolu aux femmes.
Le monastère de Jouarre, en Île-de-France, est fondé vers 630 par Adon. Il a peut-être été quelque temps monastère d'hommes, avant de devenir monastère double. La première abbesse en est sainte Théodechilde (ou Telchilde). La règle est celle de saint Colomban.
Le monastère d’hommes de Marchiennes, en Flandre gallicante, est fondé en 630 par des moines colombaniens et par le comte Adalbaud, qui meurt en 642. Sa veuve, sainte Rictrude, ajoute à ce monastère, en 643, un monastère de femmes, afin de s’y retirer avec ses trois filles. Elle est la première abbesse de cette fondation, qui reste double jusqu’en 1024.
Le monastère de Nivelles, en Belgique, est fondé vers 640, sous l’influence de saint Amand, par sainte Itta. Sa fille, sainte Gertrude, en est la première abbesse.
Le monastère Saint-Jean Baptiste de Laon, en Picardie, est fondé vers 648 par sainte Salaberge, qui en est la première abbesse. Salaberge est une disciple du colombanien saint Eustase.
Le monastère Saint-Pierre d’Étival, dans les Vosges, aurait, selon certains, été fondé par Bodon (ou Leudin), frère de sainte Salaberge, entre 640 et 660. On le suppose de tradition colombanienne. Le monastère de femmes, aujourd’hui disparu, est situé au Faing des Dames, à 500 pas, à l’ouest du monastère d’hommes.
Le monastère de Chelles, en Île-de-France, est fondé en 656 par la reine Bathilde. La première abbesse en est sainte Bertille.
Le monastère Saint-Pierre de Hasnon, dans le Nord-Pas-de-Calais, est fondé en 670 par Jean et Eulalie d’Ostrevant. Il est dirigé par des abbesses.

#### Northumbrie
Le monastère d’hommes de Lindisfarne, en Northumbrie, est le fer de lance des missionnaires irlandais dans les royaumes anglo-saxons. Son fondateur et premier abbé, saint Aidan, est à l’origine de la création de deux monastères doubles :
- le monastère de Hartlepool, fondé en 640 par lui-même et par sainte Hieu, « la première moniale d’Angleterre[1] », qui en est la première abbesse ;
- le monastère de Coldingham, fondé à la même époque par sainte Ebba, sœur du roi Oswy. Elle en est la première abbesse. C’est un des rares monastères fournissant à Bède l'occasion de signaler un relâchement de la discipline[27].

Après la mort d’Aidan, le roi Oswy fonde le monastère de Whitby en 657. La première abbesse en est sainte Hilda.

#### Autres royaumes anglo-saxons

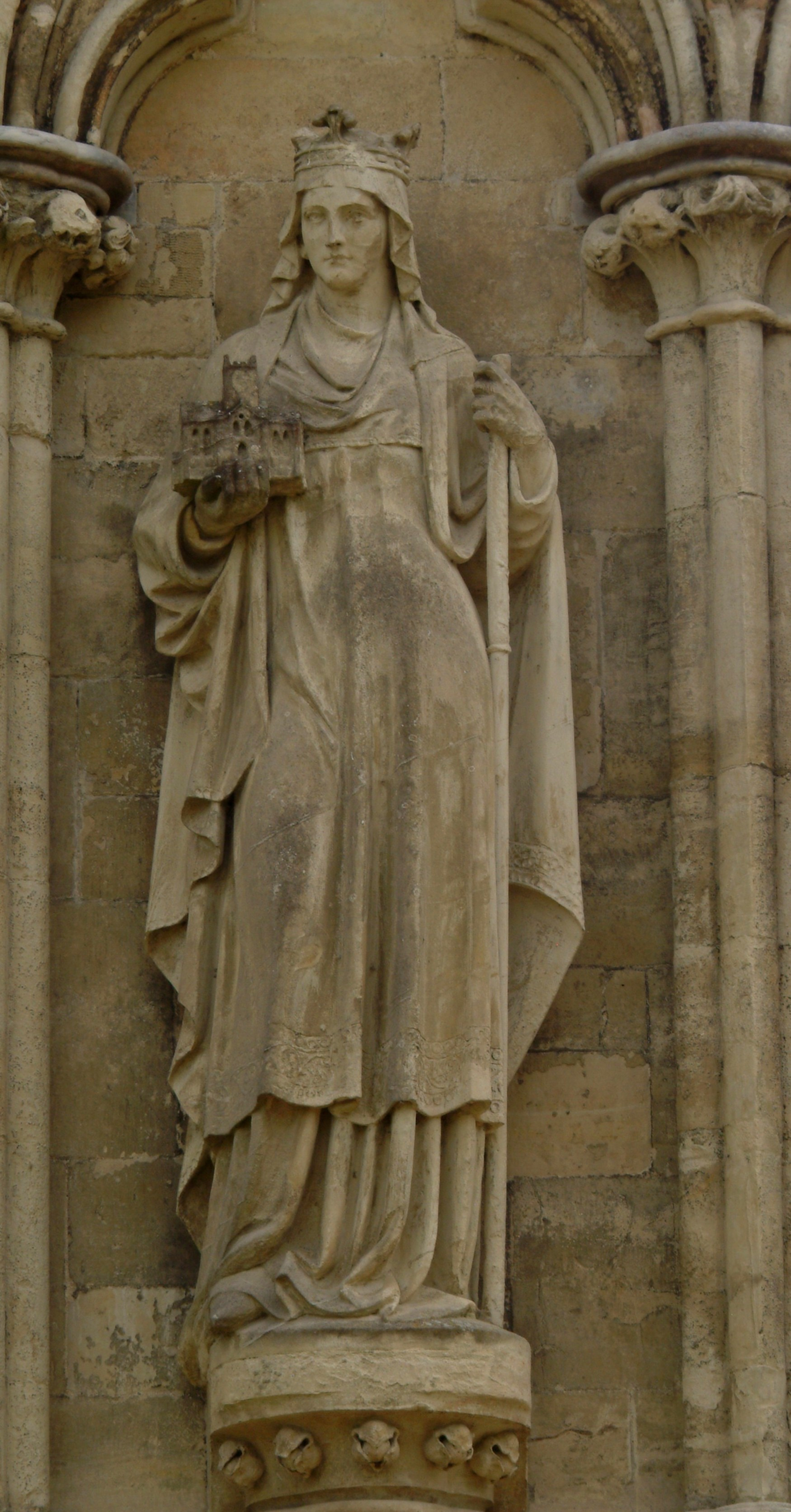
Sainte Etheldrède, fondatrice du monastère d’Ely.

Dans le reste de la Bretagne insulaire (où un évêque et des moines noirs prennent pied en 669 pour contrecarrer l’offensive missionnaire irlandaise), la plupart des premières fondations vont être doubles. On y trouve très occasionnellement des monastères familiaux.
Le monastère de Barking, en Essex, est fondé par saint Erkenwald, le futur évêque de Londres. Sa sœur, sainte Ethelburga (à ne pas confondre avec son homonyme, sainte Ethelburga de Kent), en est la première abbesse. C’est Bède le Vénérable qui cite ce monastère comme double. Mais la date de fondation en est controversée (ce serait peut-être aux alentours de 666). Trois siècles plus tard, réformé par saint Dunstan, il devient monastère de femmes.
Le monastère de Minster-in-Thanet, dans le Kent, est fondé en 670 par sainte Ermenburga (devenue Domneva), princesse de la maison royale. Elle en est la première abbesse.
Le monastère de Minster-in-Sheppey, dans l’île de Sheppey (Kent), est fondé vers 670 par sainte Sexburga, veuve du roi Earconbert. Elle en est la première abbesse.
Le monastère d’Ely, en East Anglia, est fondé en 673 par sainte Etheldrède, qui en est la première abbesse.
Le monastère de Wimborne, dans le Wessex, est fondé vers 705 par sainte Cuthburga et sa sœur, sainte Quenburga. Cuthburga en est la première abbesse.

#### Espagne
L’Espagne compte plus de 200 monastères doubles, parmi lesquels des monastères familiaux.
L’idée de monastère double est introduite par saint Fructueux, dont la première fondation est Compludo, dans le León, en 640. De partout y affluent des hommes voulant devenir moines — jeunes et vieux, nobles et esclaves, chefs militaires et simples soldats —, mais aussi leurs familles. Le monastère forme alors un village où vivent séparément, vêtus de sacs, les moines, leurs épouses et leurs enfants : les épouses ont, comme leurs maris, embrassé la plus âpre vie monastique, et les enfants suivent un enseignement qui les prépare à devenir moines. Tous doivent oublier leurs anciens liens familiaux. C'est pour Compludo que saint Fructueux rédige sa première règle.

#### Allemagne
Le monastère de Disibodenberg est fondé vers 650 par l’Irlandais saint Disibod. La règle est celle de saint Colomban.
Le monastère d’hommes de Heidenheim-am-Hahnenkamm, en Franconie, est fondé par les frères saint Wynnebald et saint Willibald, vers 750. Leur sœur, sainte Walburge, en fait un monastère double (on ignore la date). À la mort de Wynnebald, en 761, Walburge devient l’abbesse tant des moniales que des moines.

#### Alsace

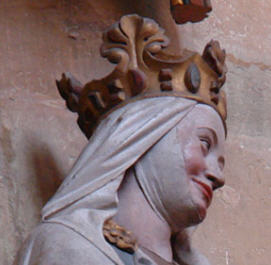
Adélaïde de Bourgogne, fondatrice du monastère de Seltz.

Le monastère de femmes de Hohenbourg, sur l’actuel mont Sainte-Odile, est fondé en 680 par sainte Odile, disciple de saint Erard (devenu Erhard), missionnaire irlandais. Vers 700, Odile fonde le monastère d’hommes de Niedermunster (au pied du mont). Elle est la première abbesse de cette fondation double.
Le monastère d’Altorf est fondé en 974 par Hugues III de Nordgau et son épouse Helwilde. Il devient monastère d’hommes avant 1251.
Le monastère de Seltz est fondé en 988 par Adélaïde de Bourgogne. Il devient monastère simple au XIIIe siècle, après le départ des religieuses.

#### Suisse
Le monastère de Rheinau aurait été fondé en 778. La date est incertaine.

#### Italie
En Italie, il y a peu de monastères doubles, tous en Sardaigne selon saint Grégoire d’Agrigente. Bède le Vénérable en cite un à Rome.

#### Irlande
On ne connaît pas de monastère double en Irlande, si ce n’est l’antique et semi-légendaire fondation de Kildare. Il en a peut-être existé quelques-uns.

#### Monastères jumeaux
Une certaine confusion existe entre monastère double (hommes et femmes) et « monastères jumeaux » (hommes).
Les monastères jumeaux de Stavelot et de Malmedy, en Belgique, sont fondés presque simultanément vers 648 par saint Remacle, moine formé à Luxeuil. Bien qu’il s’agisse de monastères d’hommes (réunis sous l’autorité d’un même abbé), cette fondation est parfois dite « double ».

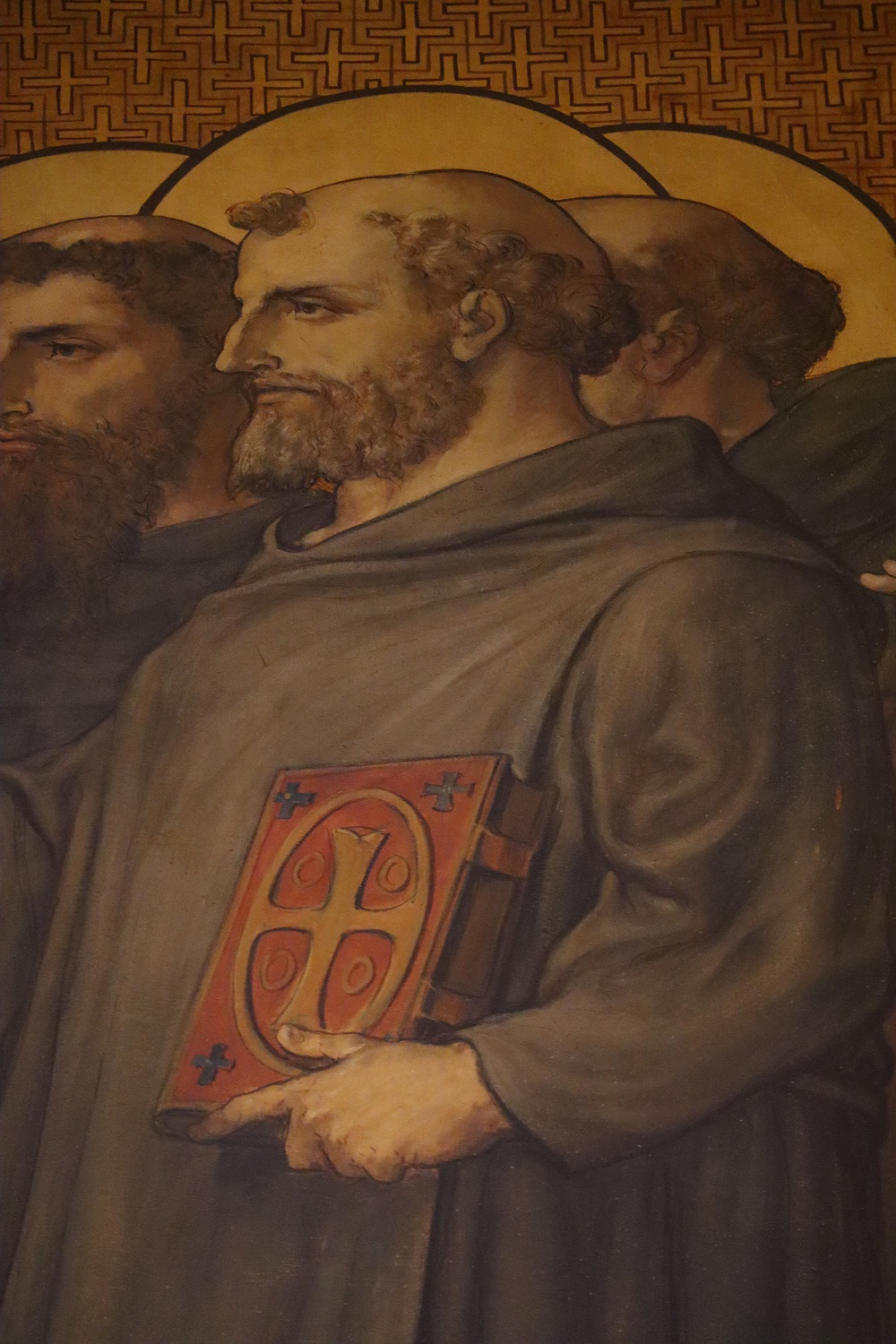
Robert d'Arbrissel, fondateur du monastère de Fontevraud.

Le monastère de Wearmouth, en Angleterre, est fondé en 674 par saint Benoît Biscop, qui lui adjoint en 682 le monastère jumeau de Jarrow. Bien qu’ici encore il s’agisse de monastères d’hommes, cette fondation de moines noirs (et non de moines irlandais) est parfois dite « double ». Bède le Vénérable prend soin quant à lui d’en parler comme de « monastères jumeaux pour hommes ».

### Bas Moyen Âge
Dans la deuxième moitié du XIe siècle, et pendant tout le XIIe siècle, marqués par la réforme grégorienne, le prestige de la vie monastique est grand. Les vocations sont si nombreuses que les nouveaux monastères se multiplient, surtout à la campagne. Hommes mariés, parents des moines, veuves, épouses, jeunes filles, familles entières rejoignent les communautés, ou suivent des prédicateurs ambulants (Robert d'Arbrissel, Raoul de la Futaie, Vital de Mortain…) qui en sont amenés à s’improviser fondateurs de monastères. Car ces foules enthousiastes fournissent convers et converses, mais aussi moines et moniales.
Il faut donc loger les moniales. Or, il existe à cette époque peu de monastères de femmes, et pour la plupart urbains. Les monastères doubles reviennent donc en faveur :
- parfois on les crée de toutes pièces ;
- parfois des prieurés de femmes voient le jour, pour être rattachés à des monastères d'hommes plus anciens[40]. La prieure est alors sous la coupe d’un prieur qui, aidé d’un ou deux moines, est chargé par l’abbé d’approvisionner les moniales, tout en subvenant à leurs besoins d’ordre spirituel. À cette époque, la plupart des ordres masculins comptent des monastères de femmes. L’ordre de Cluny, par exemple, en compte quinze[43].

À quelques exceptions près, les communautés sont maintenant dirigées par un abbé, non par une abbesse. Le moment le plus fort des fondations doubles est le premier tiers du XIIe siècle : jamais sans doute on n’a vu tant de monastères doubles en France.
Mais en 1139, le deuxième concile du Latran se montre peu favorable aux monastères doubles, et adresse des mises en garde. Le recul des fondations doubles commence à s’observer au milieu du siècle : certains monastères redeviennent simples.

#### Alsace

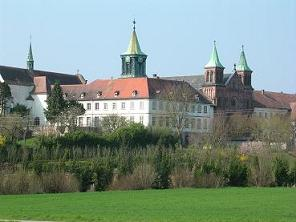
Monastère d’Oenlenberg.

Le monastère d’Oelenberg est fondé en 1046 par Heilwige de Dabo. Il devient monastère simple après le départ des religieuses pour Cernay en 1273.
Le monastère de Marbach est fondé en 1089 par le chevalier Burckart de Gueberschwihr. Il devient monastère simple au départ des religieuses pour Schwartzenthann (avant 1149).
Le monastère de Thierenbach est fondé vers 1130 par Pierre le Vénérable, abbé de Cluny.
Le monastère de Goldbach est fondé en 1135 par les moines de Murbach. Il devient monastère simple au XIIIe siècle après le départ des hommes.

#### Suisse
L’abbaye de Muri-Hermetschwil est fondée vers 1027. Elle est réformée et doublée en 1082 par les moines de Saint-Blaise.
L’abbaye double de Schaffhouse est fondée en 1049.
Le monastère de Beinwil est fondé vers 1100, et doublé du XIIe au milieu du XIIIe siècle.
L’abbaye d'Engelberg est fondée par les moines de Muri en 1124.
L’abbaye de Fischingen est fondée en 1138 par Ulric II, évêque de Constance. Vers 1210, elle compte 150 moines et 120 moniales.

#### Anjou

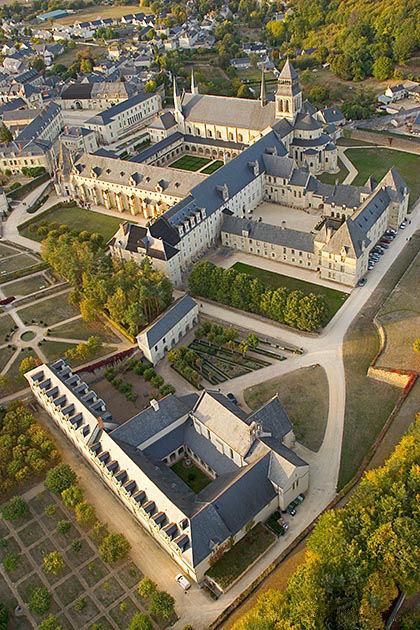
Deux des quatre monastères de Fontevraud. Au premier plan, le prieuré Saint-Lazare. En haut, à gauche, le Grand-Moûtier (avec l’abbatiale du XIIe siècle et, à droite, les infirmeries).

Robert d'Arbrissel fonde, en 1101, l’abbaye double de Fontevraud. Elle est divisée en quatre monastères proches les uns des autres : le Grand-Moûtier (filles vierges), Saint-Jean-de-l’Habit (hors clôture, pour les hommes), Saint-Lazare (lépreux, malades) et La Madeleine (anciennes prostituées, femmes mariées, veuves). Breton, Robert renoue avec la tradition celtique : il décide qu'après sa mort, des abbesses dirigeront les deux communautés, ce qui se fait jusqu’en 1792. Au fil des siècles, 150 prieurés de l’ Ordre de Fontevraud sont fondés. Ils restent doubles jusqu’au début du XVe siècle.

#### Bretagne
Ancien compagnon de Robert d'Arbrissel, Raoul de La Futaie fonde en 1112 l’abbaye double du Nid-au-Merle. Le monastère d'hommes se trouve à « la Butte-aux-Moines », à 200 mètres du monastère de femmes. Les moniales ont la charge du temporel, les moines celle de la direction spirituelle et des offices. Les deux communautés sont sous l’autorité de l’abbesse. On ignore à quelle période le monastère d’hommes est supprimé, peut-être au  XVIIe siècle.

#### Normandie
L’abbaye de Savigny est fondée en 1112 par Vital de Mortain, qui en devient l’abbé. Le monastère de femmes se situe à quelque 500 pas du monastère des hommes, à « la Prise aux Nonnes », à l'entrée de la forêt. Mais, huit ans plus tard, les moniales sont éloignées au prieuré de la Blanche (ou abbaye Blanche), près de Mortain. Trois moines sont alors désignés pour célébrer les offices, administrer les sacrements et assurer l’approvisionnement. L’abbé visite annuellement le prieuré. Ce mode de fonctionnement se perpétue pendant deux siècles, après la fusion en 1147 de l’ordre de Savigny avec l’ordre cistercien.

#### Picardie
L’abbaye de Prémontré est fondée par saint Norbert, en 1120,.

#### Limousin

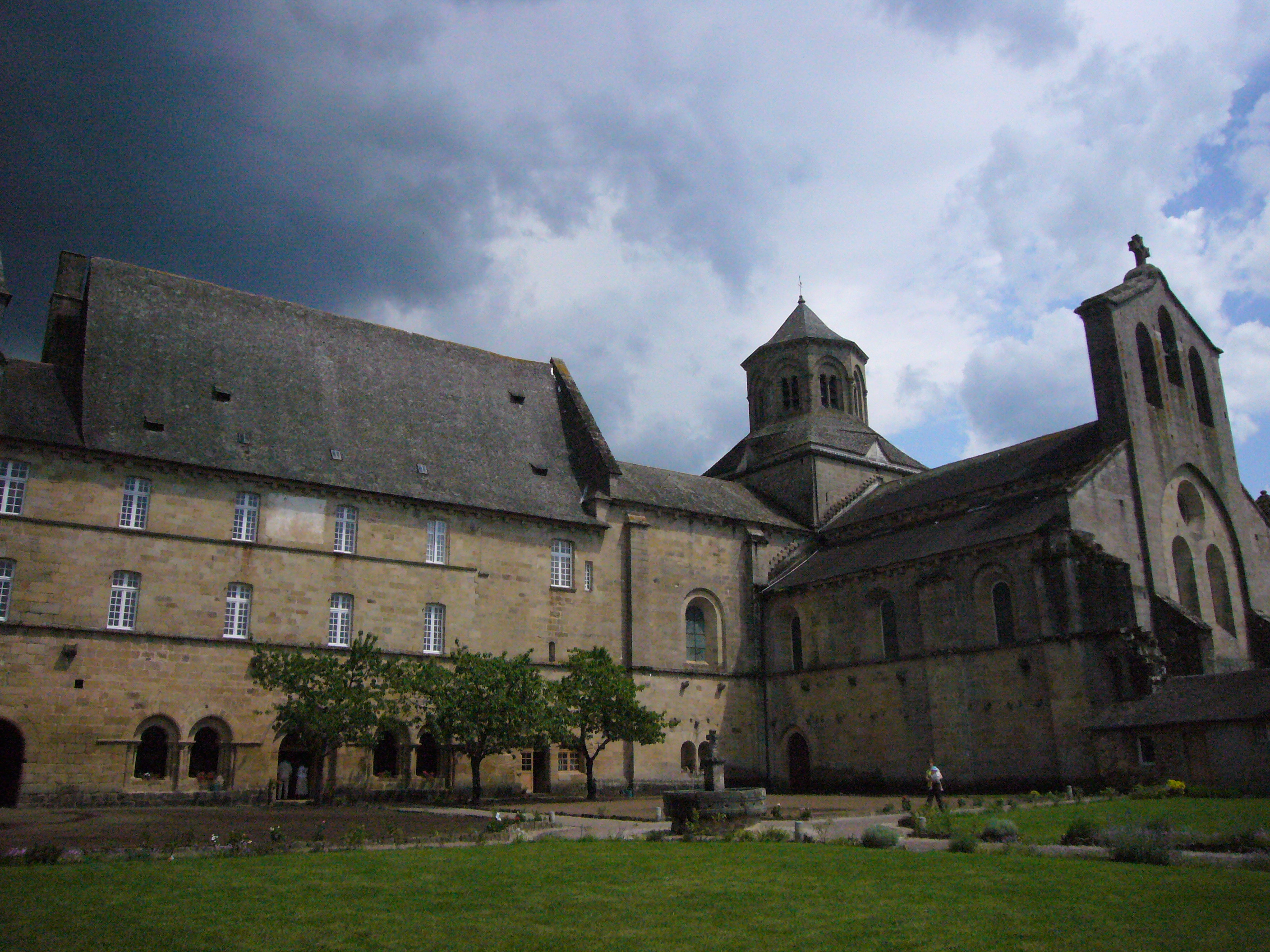
Abbaye double d’Aubazine-Coyroux : monastère des hommes et abbatiale, à Aubazine.

Le monastère d’Aubazine est fondé par Étienne de Vielzot en 1120. Dans la Vita sancti Stephani Obasiniensis, un moine d’Aubazine-Coyroux détaille la vie dans ce monastère double. Au début, les femmes vivent dans des bâtiments séparés, à quelque distance du monastère des hommes. Libres de leurs mouvements, elles rejoignent les hommes pour participer à la vie religieuse. En 1142, l'évêque de Limoges fait cloîtrer la communauté des femmes à 600 mètres de là, au Coyroux. Désormais, lorsque le frère procureur se présente pour approvisionner les religieuses, il doit s’engager dans un sas, d’où il se retire avant que la sœur portière n’y pénètre à son tour pour enlever la livraison. L’abbaye est intégrée à l’ordre cistercien en 1147.

#### Angleterre
Sempringham, dans le Lincolnshire, voit le jour vers 1130. Il est le premier des treize monastères fondés par saint Gilbert. Neuf sont doubles, et comptent chacun quatre communautés : des moniales, sept chanoines, des converses et des convers. Les monastères gilbertins sont regroupés sous l’autorité absolue d’un « prieur de tous », qui les visite continuellement. L’ordre de Saint-Gilbert compte vingt-six fondations lorsqu’il est dissous par Henri VIII, en 1538.

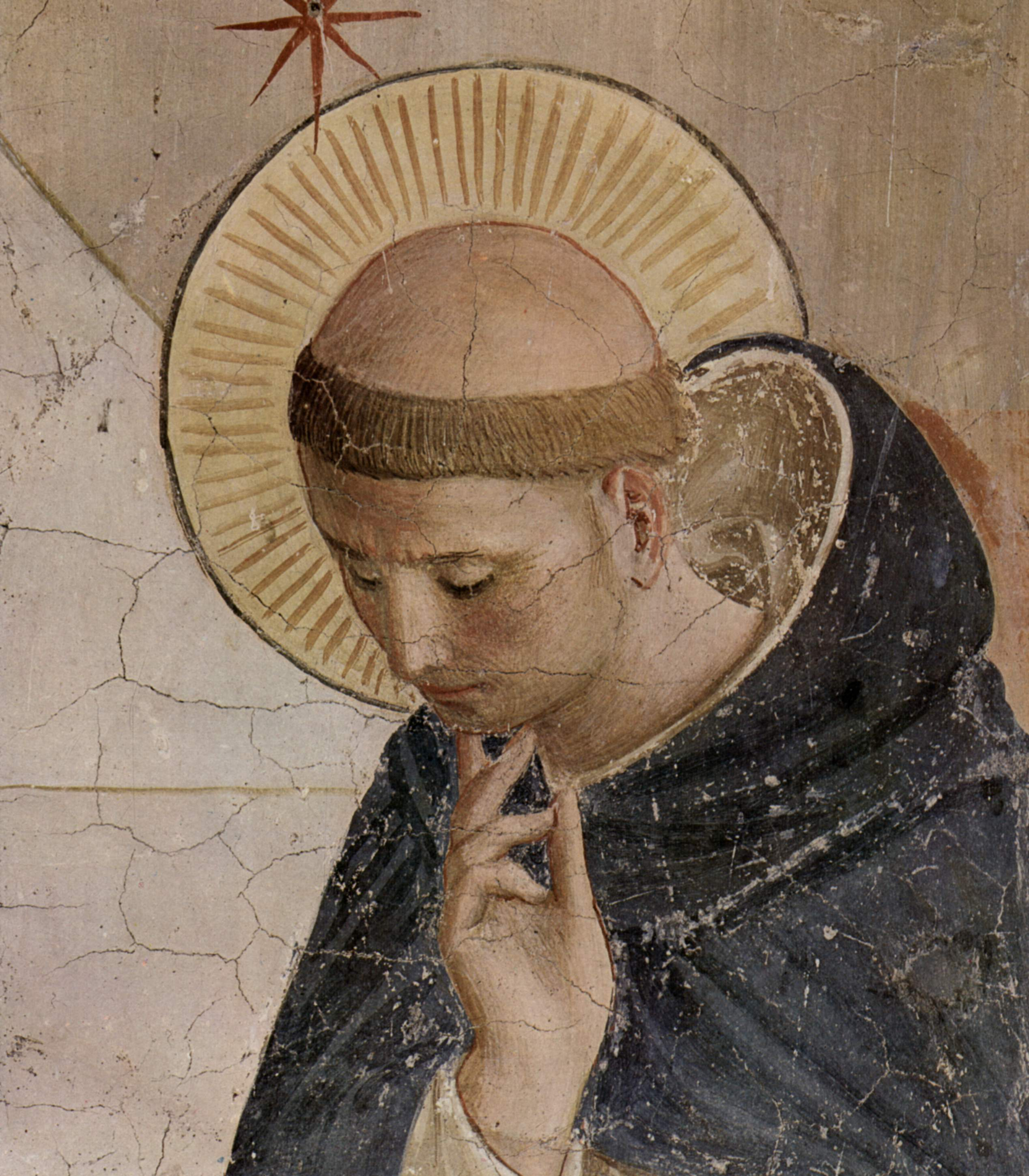
Saint Dominique.

Prieuré gilbertin, St. Mary de Watton, dans le Yorkshire, est fondé en 1150 par Eustace Fitz John. Il aurait été le théâtre du miracle de la Religieuse de Watton, rapporté par saint Aelred de Rievaulx.

#### Lauragais
Le monastère de Prouilhe est fondé par saint Dominique et Diego d'Osma, le 27 décembre 1206. Mais c'est par étapes que l'on en vient à un véritable ensemble monastique, au sens où on l'entend aujourd'hui. Il ne s’agit au début que d’un groupe d’une douzaine de femmes, réparties entre deux ou trois maisons appartenant à des particuliers, à Fanjeaux et à Prouilhe même. Une communauté d’hommes s’installe sur les lieux l’année suivante. C’est peut-être en 1211 que l’on construit des bâtiments spécifiques pour réunir les femmes, qui sont alors au nombre de vingt. Prouilhe compte par la suite deux églises et deux cloîtres. Cette fondation est à l’origine du développement des dominicaines et des dominicains.

#### Italie
Le monastère franciscain de Santa Chiara de Naples est construit de 1310 à 1328 par Robert d’Anjou et Sancia de Majorque.

#### Suède
En 1346, sainte Brigitte de Suède fonde l’abbaye de Vadstena. C’est la première fondation de l’ordre de Sainte-Brigitte (ou ordre du Saint-Sauveur) qui admet les monastères doubles — dirigés par une abbesse.

#### Tchéquie
Le monastère des Minorites et des Clarisses à Český Krumlov est  fondé en 1350 par Katharina, veuve de Peter I von Rosenberg, haut burgrave de Bohème, et leurs fils Peter, Jost, Johann et Ulrich. 

### Aujourd'hui

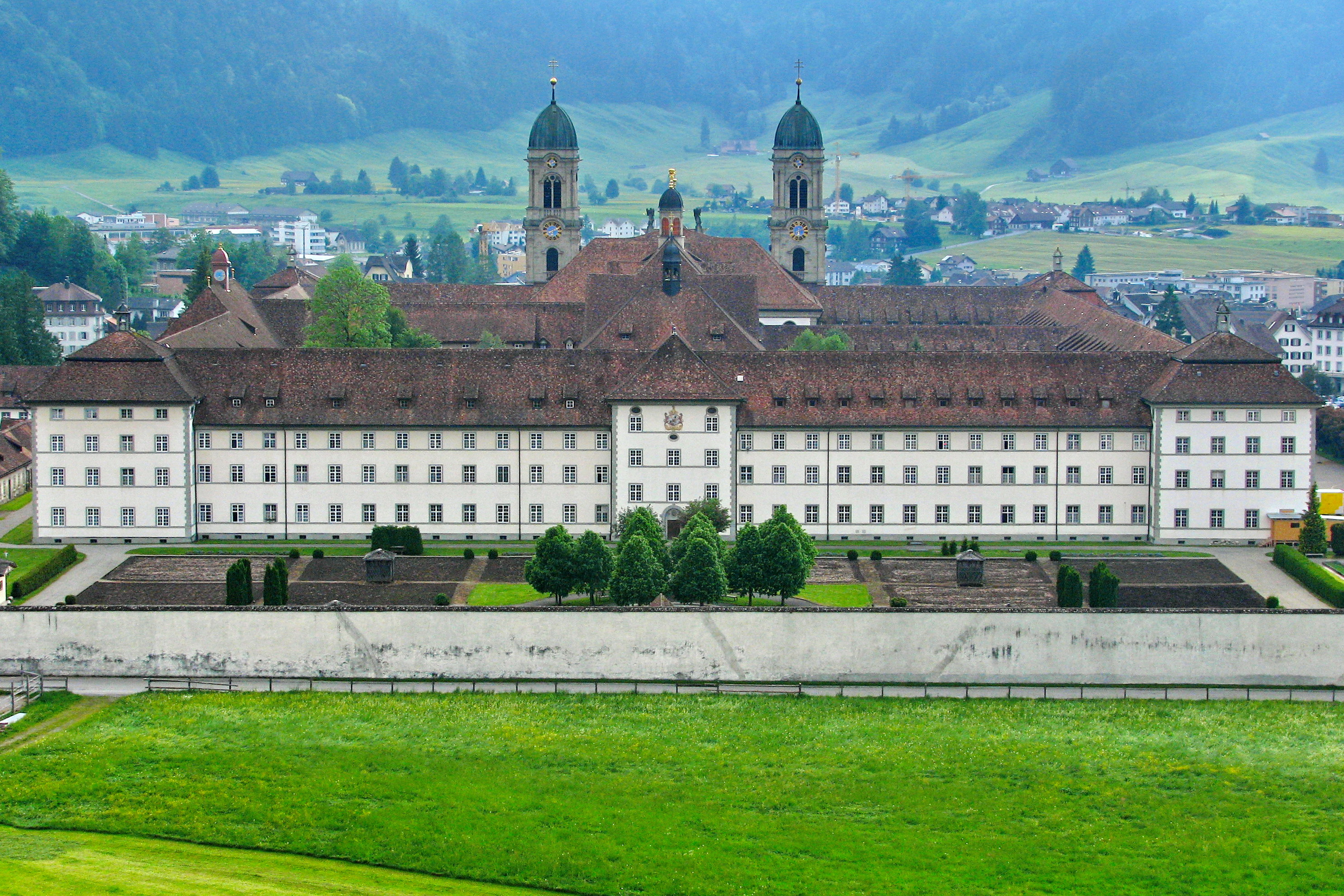
Abbaye double de Fahr-Einsiedeln : le monastère d’hommes d’Einsiedeln.

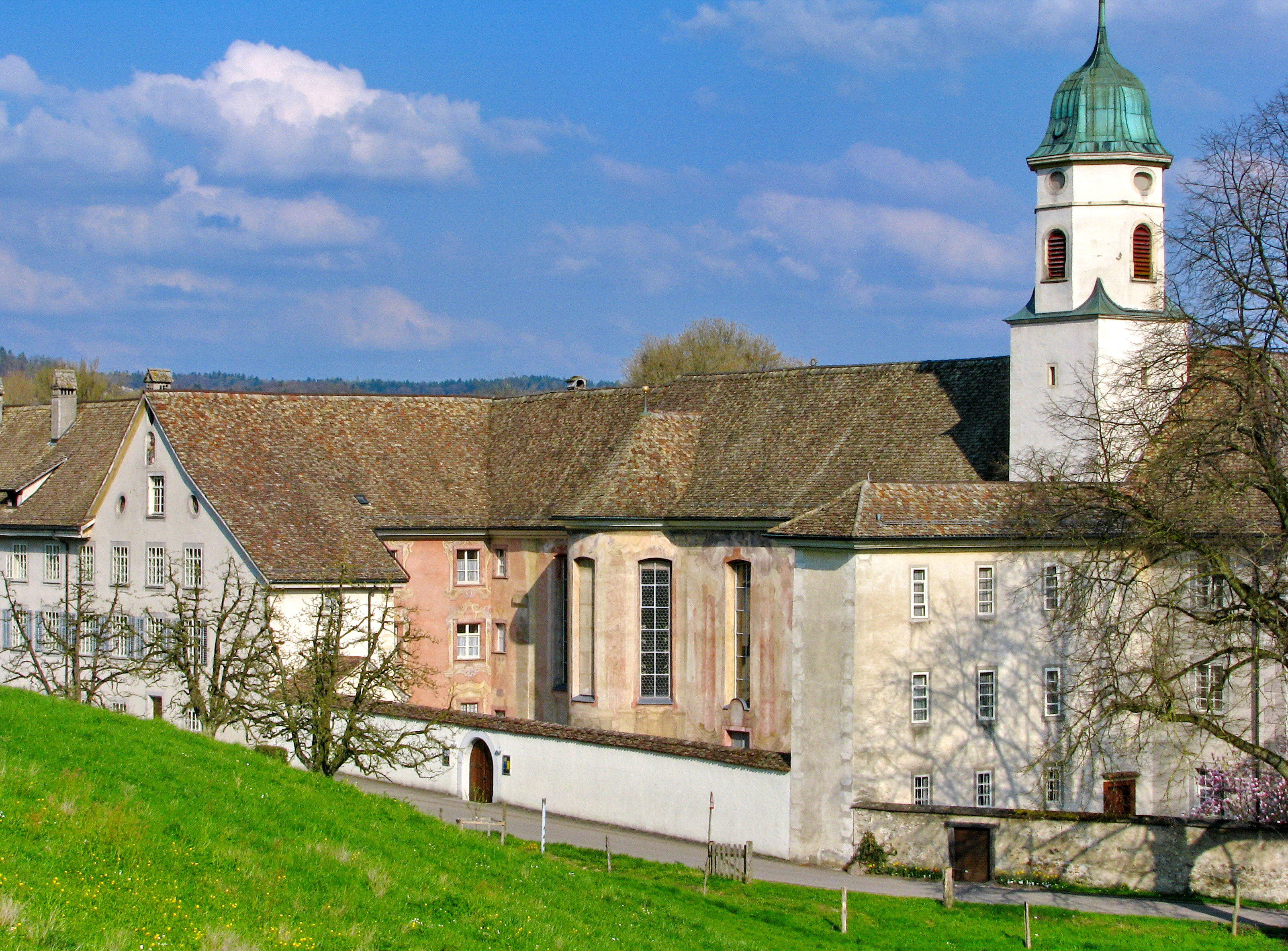
Abbaye double de Fahr-Einsiedeln : le monastère de femmes de Fahr.

Le monastère d’hommes d’Einsiedeln (Suisse), fondé en 934 par Bennon de Metz, est doublé en 1130 du monastère de femmes de Fahr. Cette abbaye bénédictine est toujours double. Placée sous l’autorité d’un abbé, elle compte, en 2007, 80 moines et 28 moniales. C'est « le seul monastère bénédictin au monde » où un père abbé est à la tête d'une communauté d’hommes et de femmes.
La tradition double est également maintenue chez les chrétiens orthodoxes. Ainsi, le monastère Saint-Silouane, dans la Sarthe, est fondé en 1990 par le père Syméon. Moines et moniales sont logés dans des bâtiments séparés. La communauté comprend dix-sept membres qui se retrouvent ensemble pour l'office divin, les repas et certains travaux.

## Organisation de vie
On connaît très mal l’organisation de vie des communautés doubles. Elle évolue certainement au fil des siècles, à mesure que les idées de célibat et de chasteté gagnent du terrain.

### Clôture

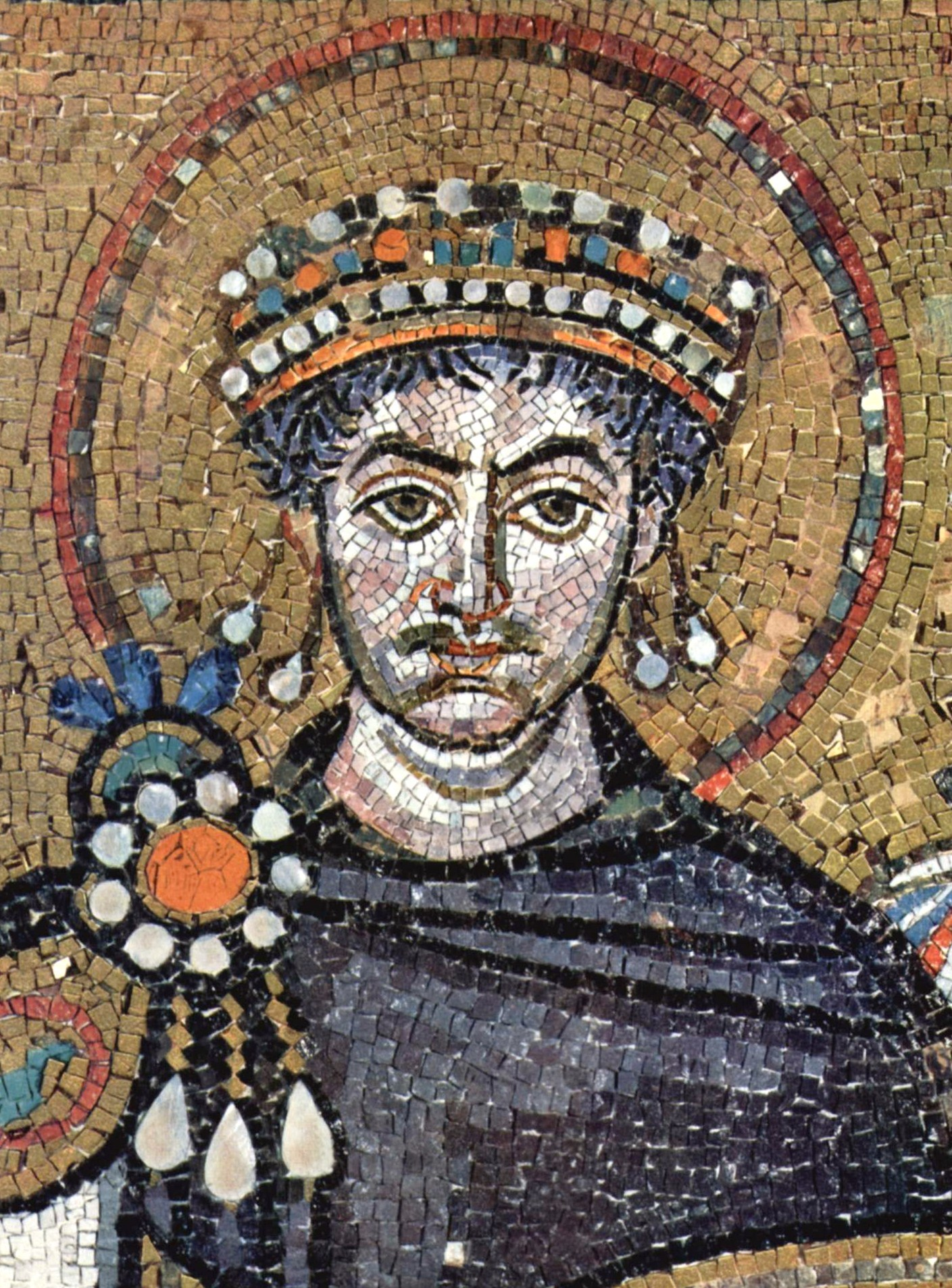
L’empereur Justinien.

Concernant les femmes, la règle de clôture des monastères doubles suit sensiblement l’évolution de celle des monastères de femmes. Au début elle n’existe pas. Quand elle apparaît, elle n’est d’abord que « passive » (exclusion des étrangers et des visiteurs). Puis elle est également « active » (interdiction, même aux abbesses, de sortir). Enfin, elle est plus ou moins stricte selon les ordres.
Au IVe siècle, dans la règle de saint Pacôme, il n’est pas question de clôture. Les rapports entre moines et moniales sont tout de même codifiés : on ne sort pas sans permission, on n’accorde pas une entrevue hors de la présence d’un tiers.
En 529, l’empereur Justinien définit des règles de cohabitation dans les monastères doubles. Les locaux masculins et féminins doivent être séparés. Les moniales peuvent sortir, et même loger ailleurs — sauf dans le monastère des hommes. Trois moines sont mis à la disposition du monastère de femmes, mais ils ne peuvent s’adresser qu’à la supérieure.
Dans l’ordre de Cluny, au XIIe siècle, la clôture des femmes est très stricte, et perpétuelle.
À Fontevraud, au contraire, étrangers ou pèlerins peuvent pénétrer dans l’enceinte. De plus, l’expansion de l’ordre nécessitant des fonds importants, il est difficile de refuser à un riche et puissant donateur une visite de l’abbaye (ce qui contraint les moniales à se cacher). L’expansion de l’ordre nécessite également de répartir les moniales entre les différents prieurés (ce qui leur offre une occasion de sortie).

### Offices et sacrements

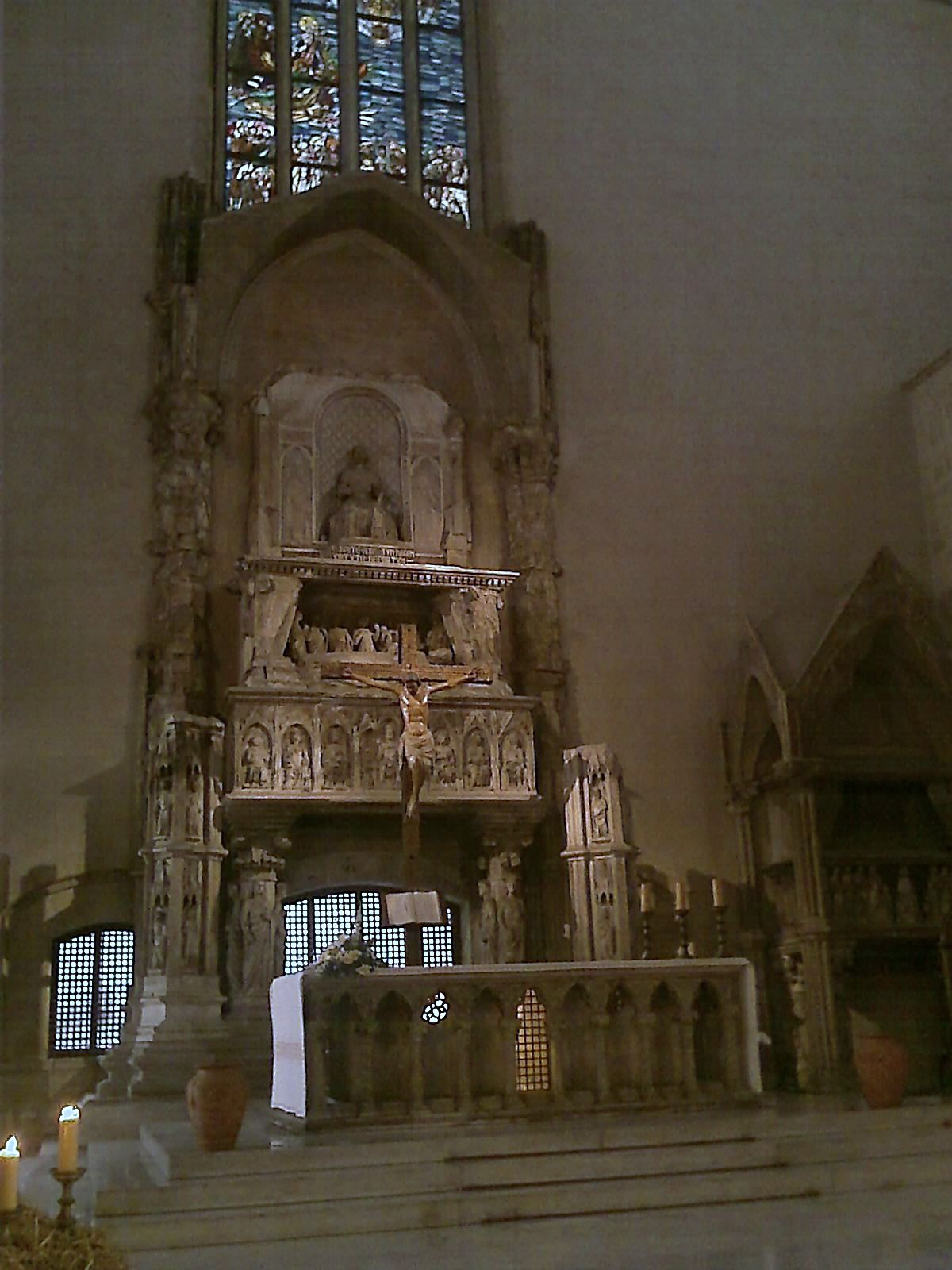
Santa Chiara de Naples : le maître-autel, le tombeau de Robert d’Anjou et les ouvertures permettant aux clarisses d’assister aux offices.

Bien que moines et moniales vivent séparément, ils sont réunis par les offices et les sacrements. Parfois l’église est unique, parfois chaque communauté a son église. Mais, dans les deux cas, des solutions doivent être trouvées pour éviter aux deux communautés de s’approcher :
- au Coyroux (le monastère des femmes de l’abbaye d’Aubazine-Coyroux), la nef s’inscrit dans le carré que dessine le monastère, tandis que le chœur se trouve en saillie, hors clôture : il est percé d’une entrée donnant sur l’extérieur, permettant aux officiants d’y accéder. Les religieuses prennent donc place dans la nef, séparée du chœur par un mur[67]. Une ouverture carrée est pratiquée dans ce mur. Elle est défendue de barreaux de fer, voilée d'un rideau et pourvue d'un guichet permettant aux religieuses de recevoir la communion. Les célébrants et les pères spirituels n’ont jamais accès à l’autre côté de ce mur[53] ;
- à Santa Chiara de Naples, l’église n’a pas d’abside. Derrière le maître-autel se trouve le tombeau de Robert d’Anjou et, derrière ce tombeau, un mur sépare l’espace principal d’un « arrière-chœur »[68] d’où les clarisses, sans être vues, peuvent entendre la messe à travers trois ouvertures voilées, défendues de grilles ;
- chaque monastère gilbertin est partagé en deux par un mur : les religieuses vivent au nord, les chanoines au sud (sauf à Sempringham et à Watton, où les chanoines logent à une certaine distance, au nord-est). Il y a une seule église. Un mur la partage dans le sens de la longueur, de façon inégale. La partie nord, la plus importante, est réservée aux religieuses ; la partie sud aux chanoines. Lesquels n’accèdent à la partie nord que pour célébrer la messe[55] ;
- à Notre-Dame du Nid-au-Merle — tout au moins en 1557 —, la croisée du transept, réservée aux moniales, est cloisonnée[69]. Des « passages berrichons » permettent de circuler entre la nef et les croisillons. Les hommes ne pénètrent jamais dans l’espace de vie des femmes : c’est dans la croisée du transept que les mourantes sont transportées pour y recevoir les derniers sacrements.